# Pays-Bas au Concours Eurovision de la chanson 1969
Les Pays-Bas ont participé au Concours Eurovision de la chanson 1969 au théâtre royal à Madrid, en Espagne. C'est la 14e participation et la 3e victoire des Pays-Bas au Concours Eurovision de la chanson.
Le pays est représenté par la chanteuse Lenny Kuhr et la chanson De troubadour qui ont été sélectionnées au moyen d'une finale nationale organisée par la Nederlandse Televisie Stichting (NTS), aujourd'hui la Nederlandse Omroep Stichting (NOS).

## Sélection

### Nationaal Songfesival 1969
La NTS organise la 12e édition du Nationaal Songfestival (nl), pour sélectionner l'artiste et la chanson qui représenteront les Pays-Bas au Concours Eurovision de la chanson 1969.
La finale nationale, présentée par Pim Jacobs, a eu lieu le 26 février 1969 au Circustheater (en) dans le quartier de Schéveningue à La Haye.
Dix chansons ont été interprétées en direct. Parmi les participants on peut noter Anneke Grönloh qui a déjà représenté les Pays-Bas à l'Eurovision en 1964, et Dave, chanteur néerlandais qui connaîtra par la suite un franc succès dans les pays francophones, il finira 3e avec la chanson Niets gaat zo snel.
Lenny Kuhr et sa chanson De troubadour obtiennent 7 points et remportent la finale nationale, devançant Conny Vink (nl) avec De toeteraar de un point.

#### Finale
| Ordre | Artiste          | Chanson              | Traduction                  | Points | Place |
| ----- | ---------------- | -------------------- | --------------------------- | ------ | ----- |
| 1     | Annet Hesterman  | Zoek het niet te ver | Ne le cherche pas trop loin | 2      | 4     |
| 2     | John Lamers (nl) | Als een donderslag   | Comme un coup de tonnerre   | 0      | 8     |
| 3     | Lenny Kuhr       | De troubadour        | Le troubadour               | 7      | 1     |
| 4     | Anneke Grönloh   | Heartbeat            | Battement de cœur           | 1      | 5     |
| 5     | Frankie Luyten   | Haat me niet         | Ne me déteste pas           | 0      | 8     |
| 6     | Patricia Paay    | Jij alleen           | Toi seulement               | 1      | 5     |
| 7     | Rob de Nijs      | Zaterdagavondshow    | Spectacle de samedi soir    | 0      | 8     |
| 8     | Linda Ross       | Goodbye My Love      | Au revoir mon amour         | 1      | 5     |
| 9     | Dave             | Niets gaat zo snel   | Rien ne va aussi vite       | 3      | 3     |
| 10    | Conny Vink (nl)  | De toeteraar         | Le corniste                 | 6      | 2     |

Participants au Nationaal Songfestival 1969
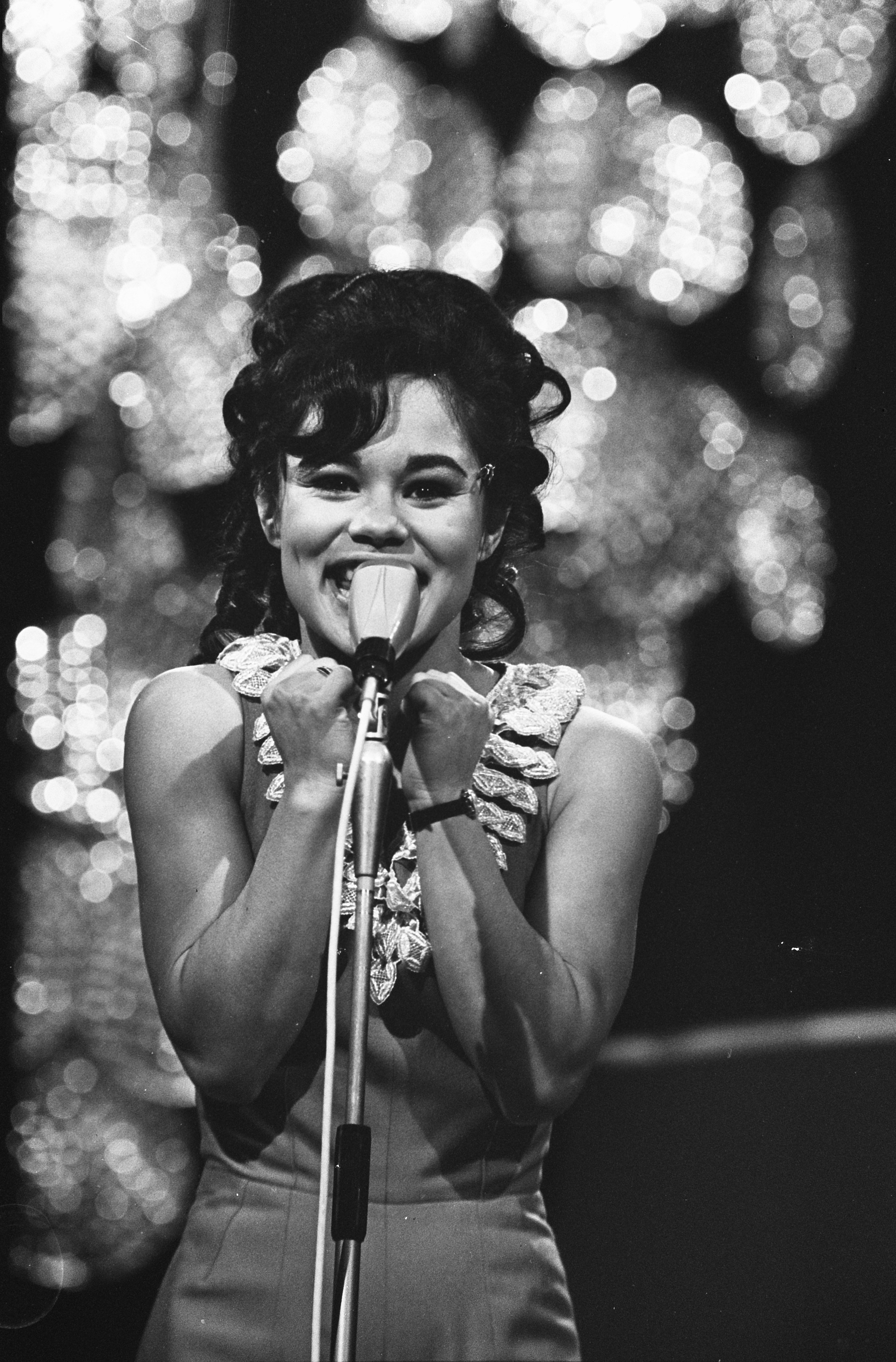
Annet Hesterman interprétant Zoek het niet te ver en 1re position.
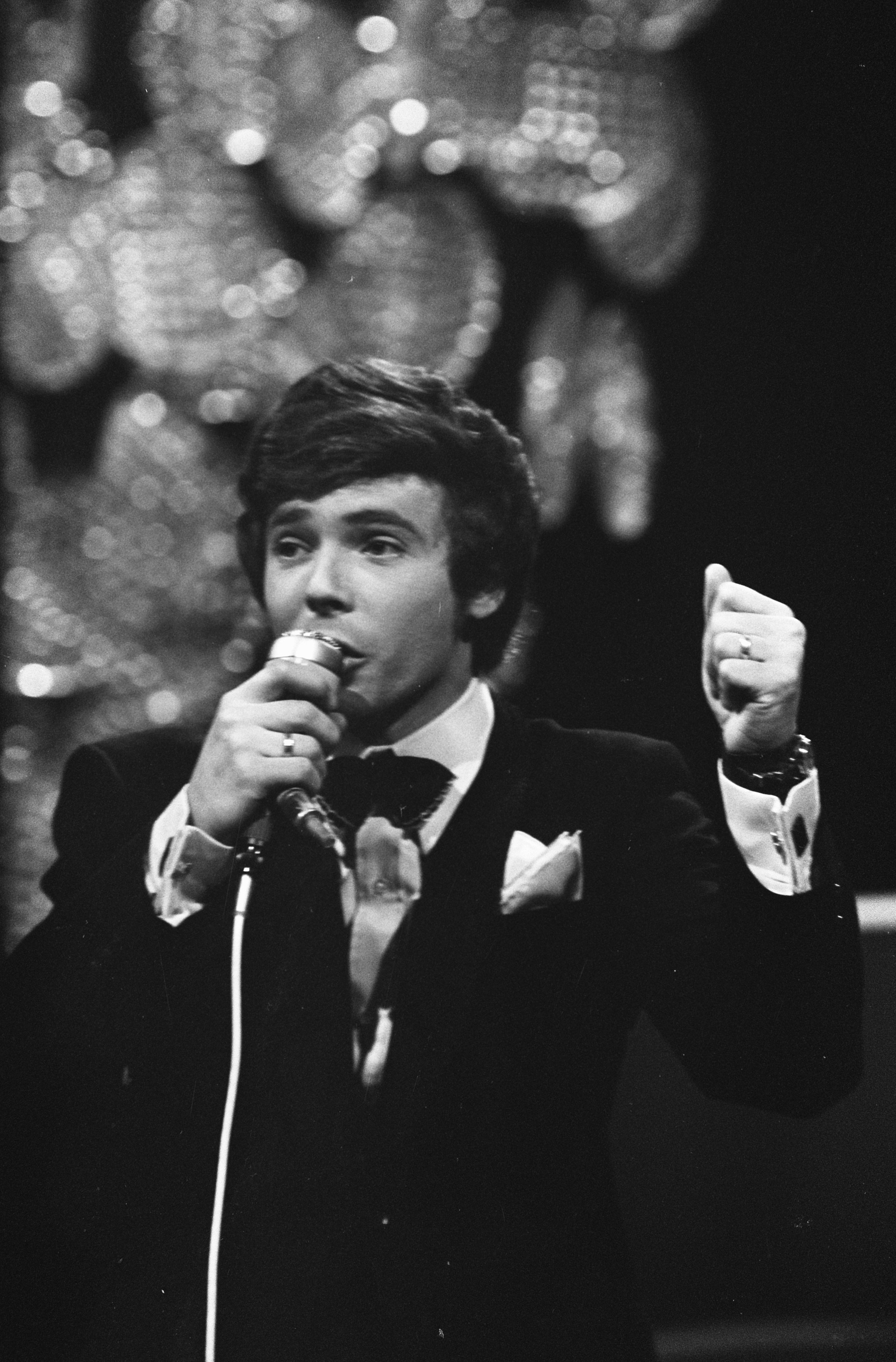
John Lamers, l'interprète de Als een donderslag, en 2e position.
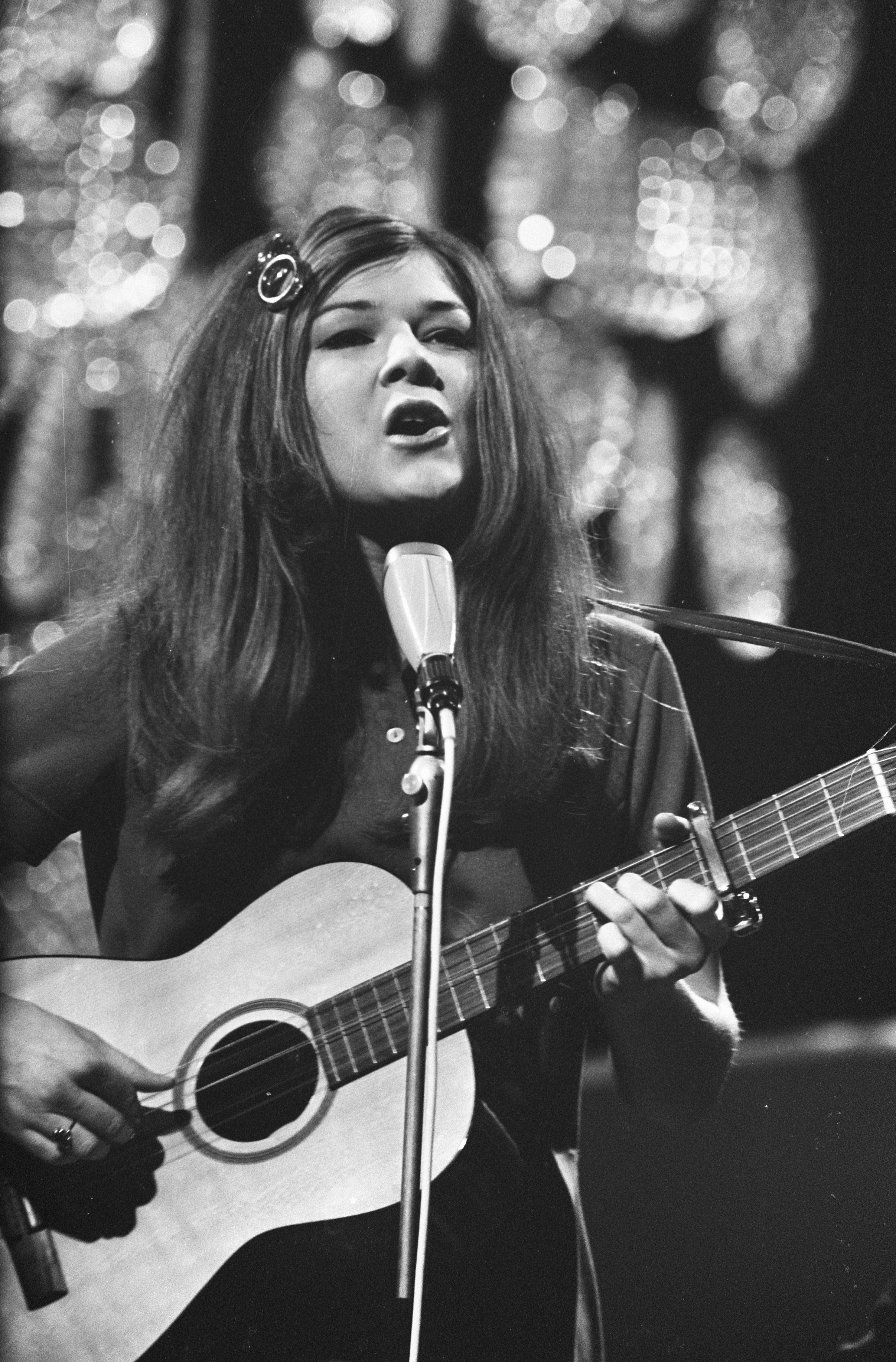
Lenny Kuhr interprète De troubadour en 3e lors du Nationaal Songfestival 1969 et le remportera.
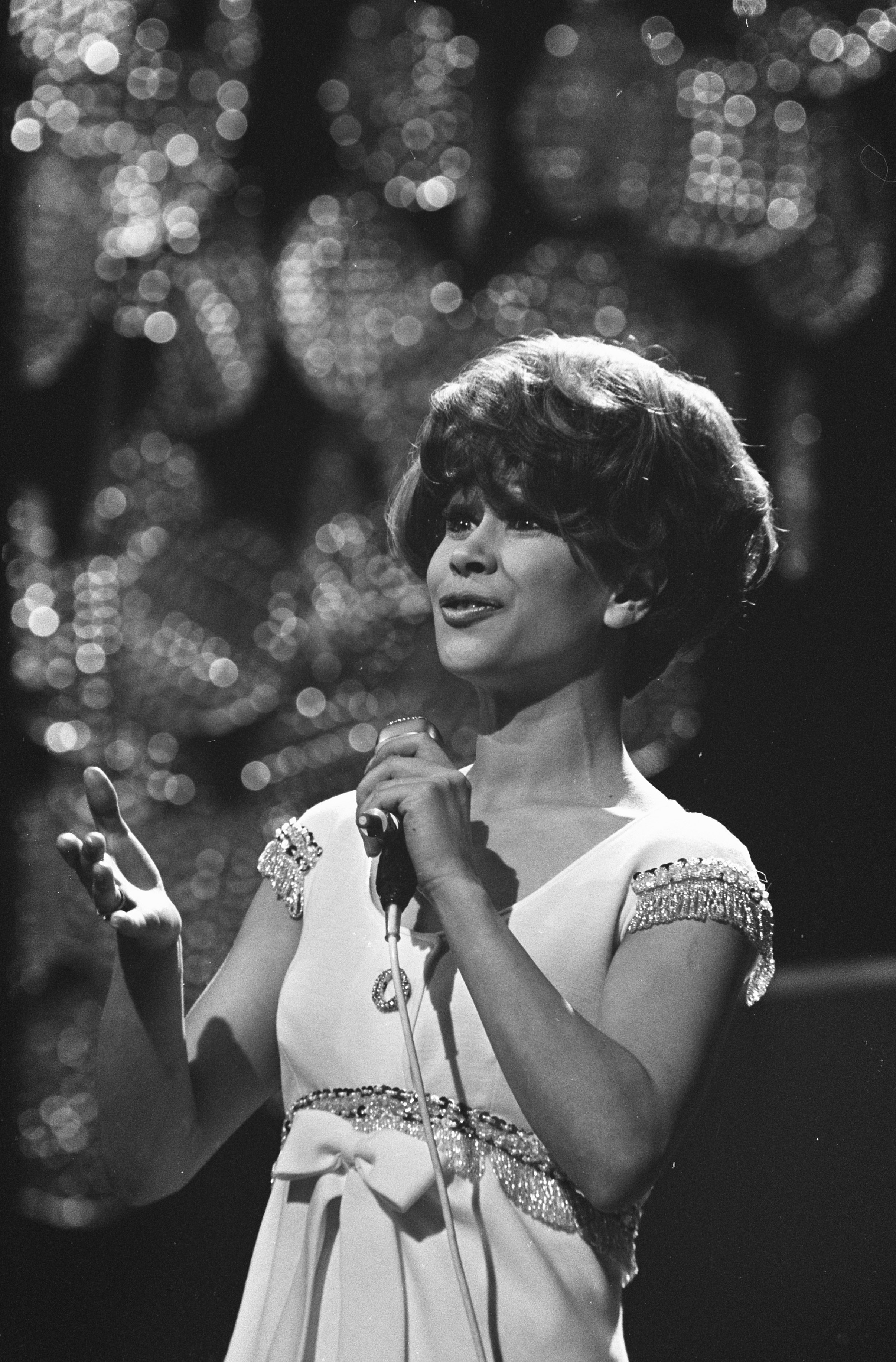
Anneke Grönloh interprète Heartbeat en 4e position.
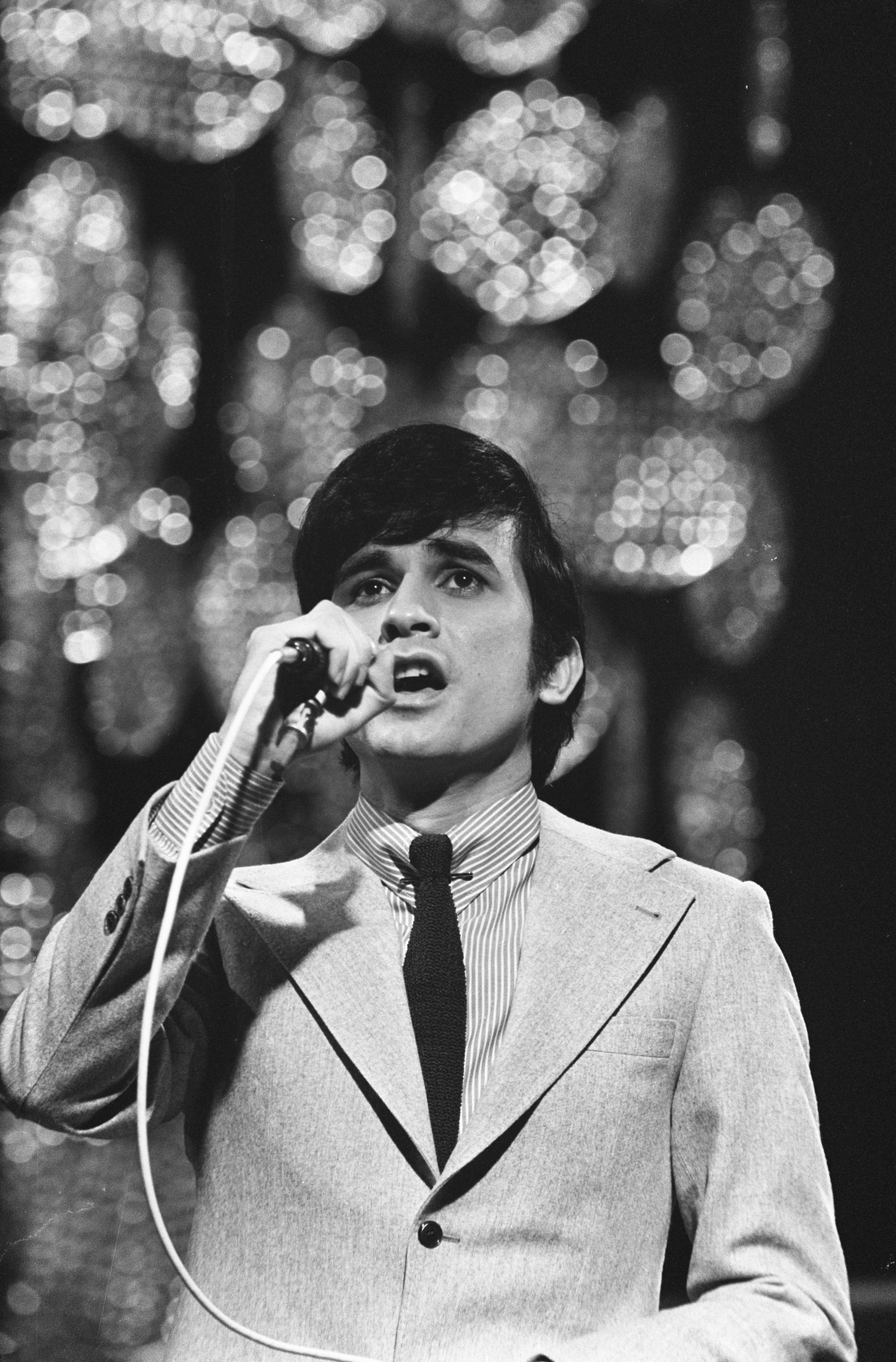
Frankie Luyten interprète Haat me niet en 5e position.
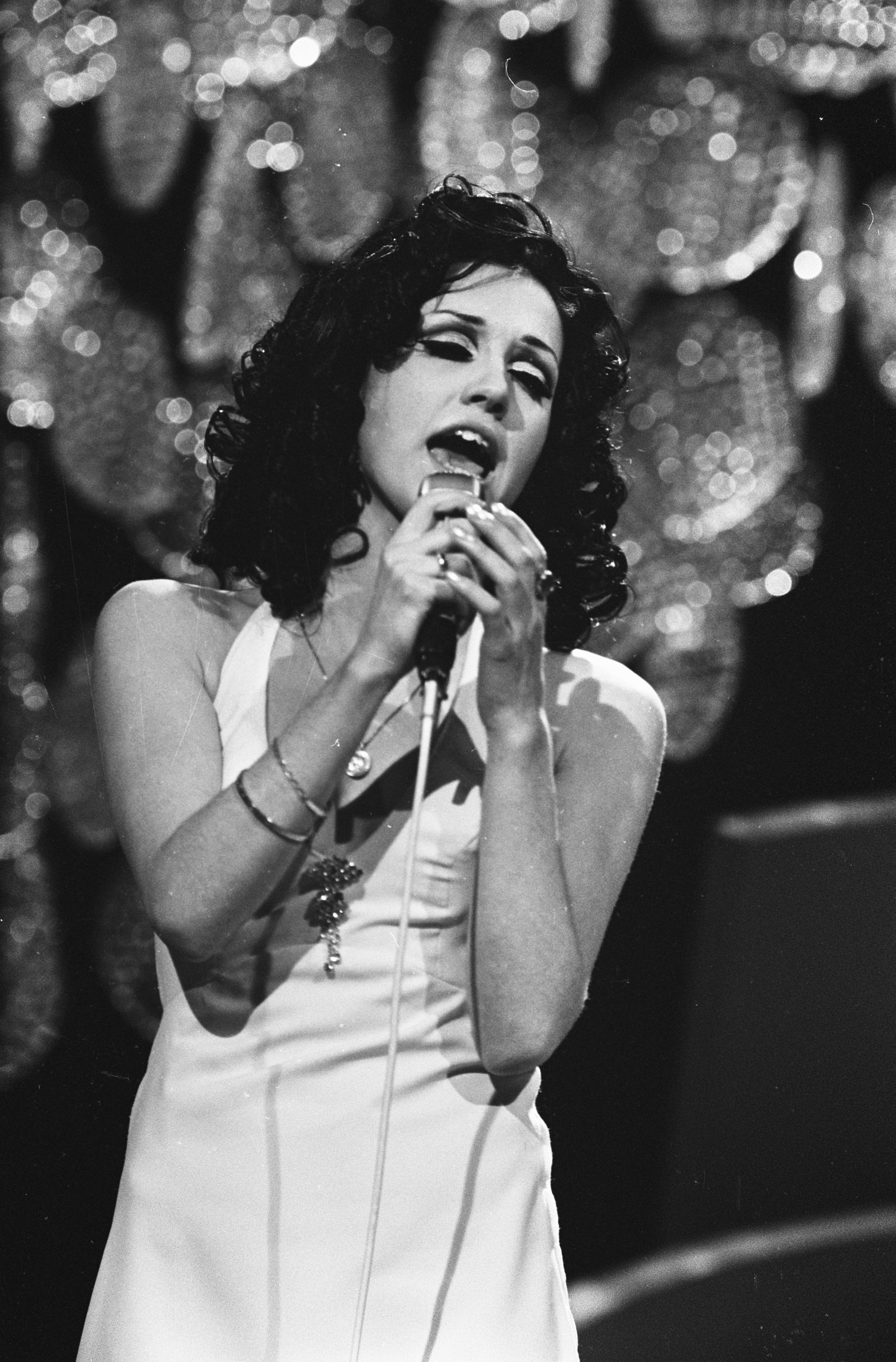
Patricia Paay interprète Jij alleen en 6e position.
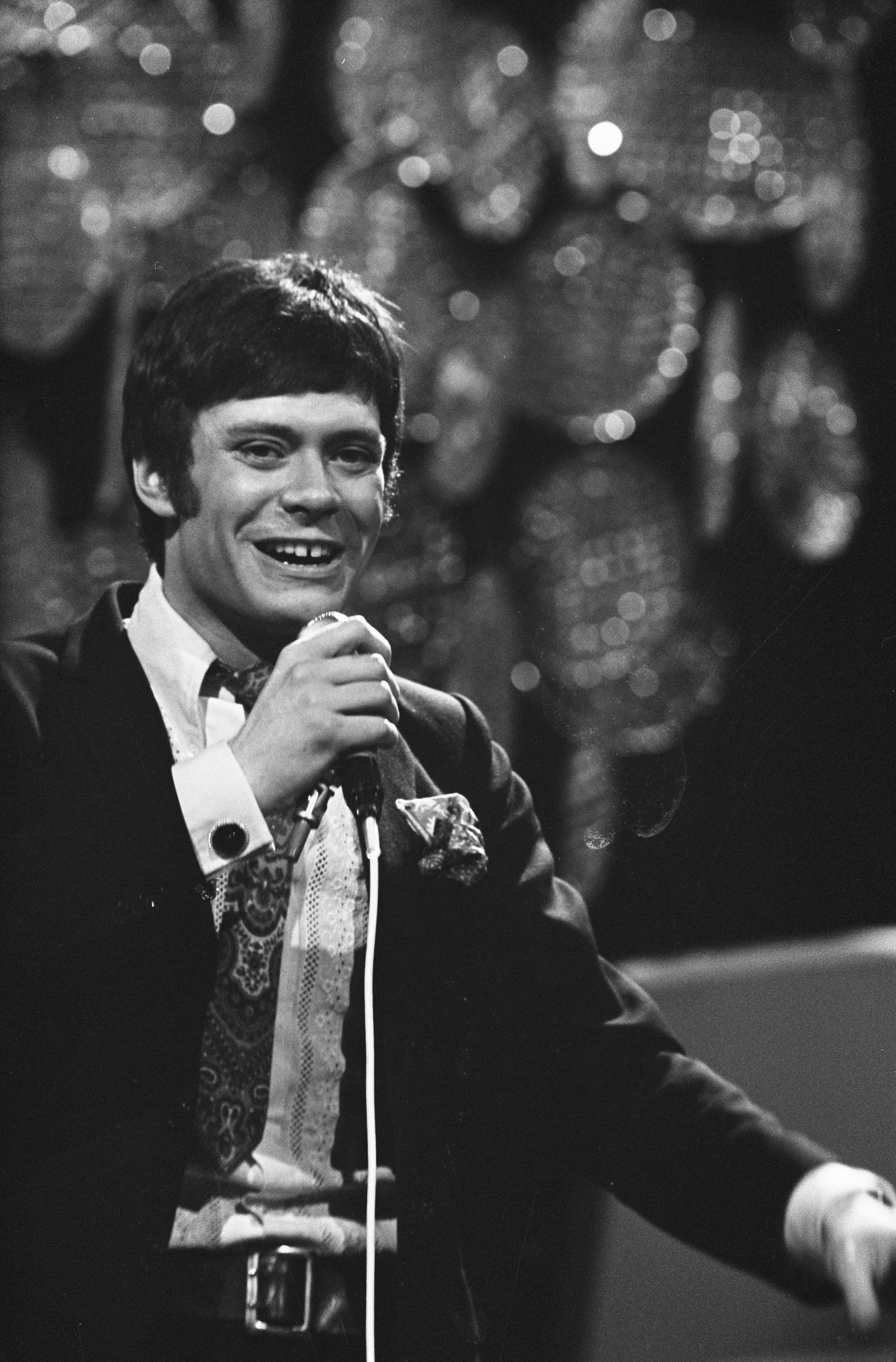
Rob de Nijs est le septième artiste interprétant sa chanson, Zaterdagavondshow, lors de la finale nationale.
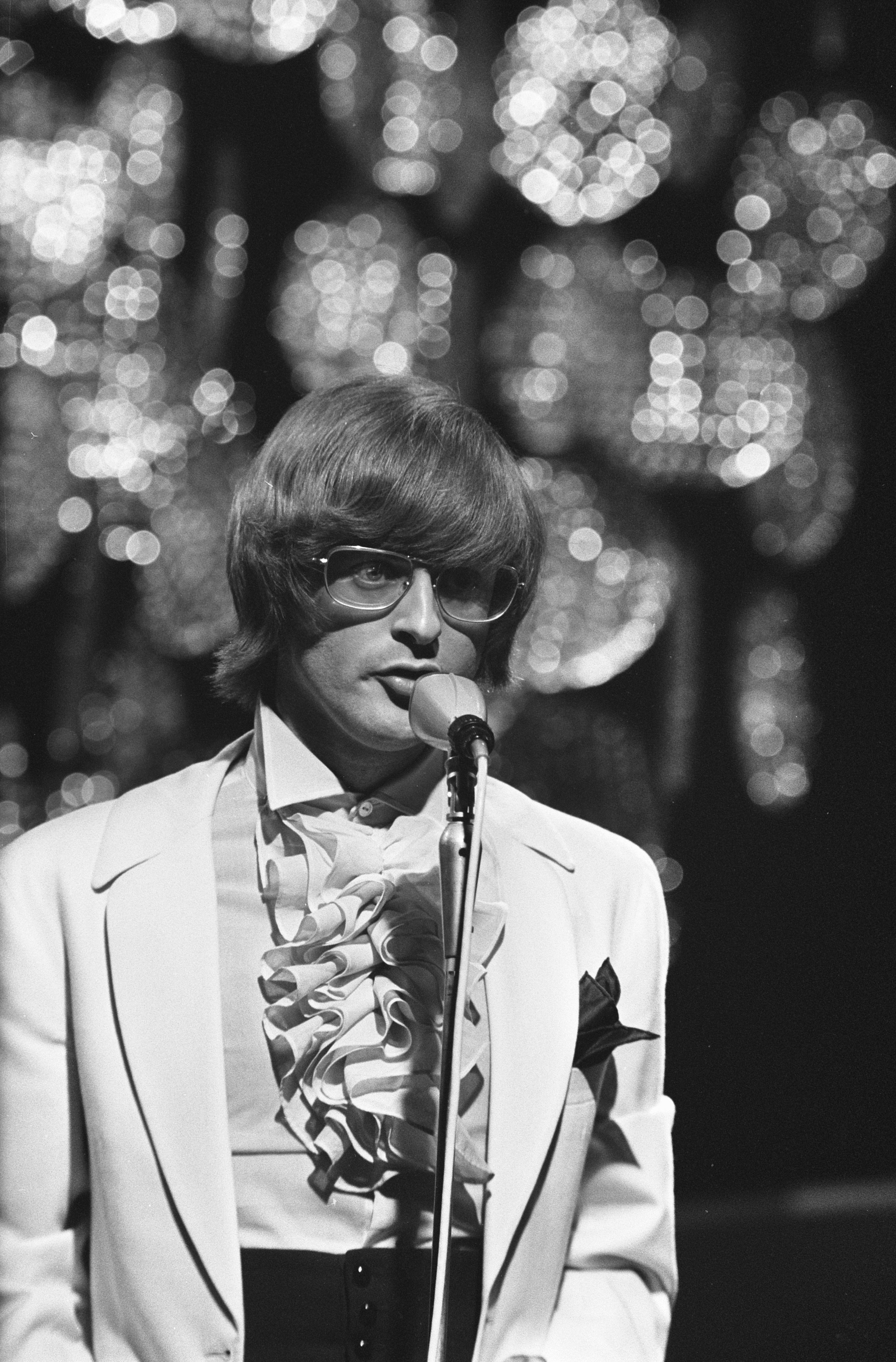
Dave interprète sa chanson Niets gaat zo snel en 9e position.
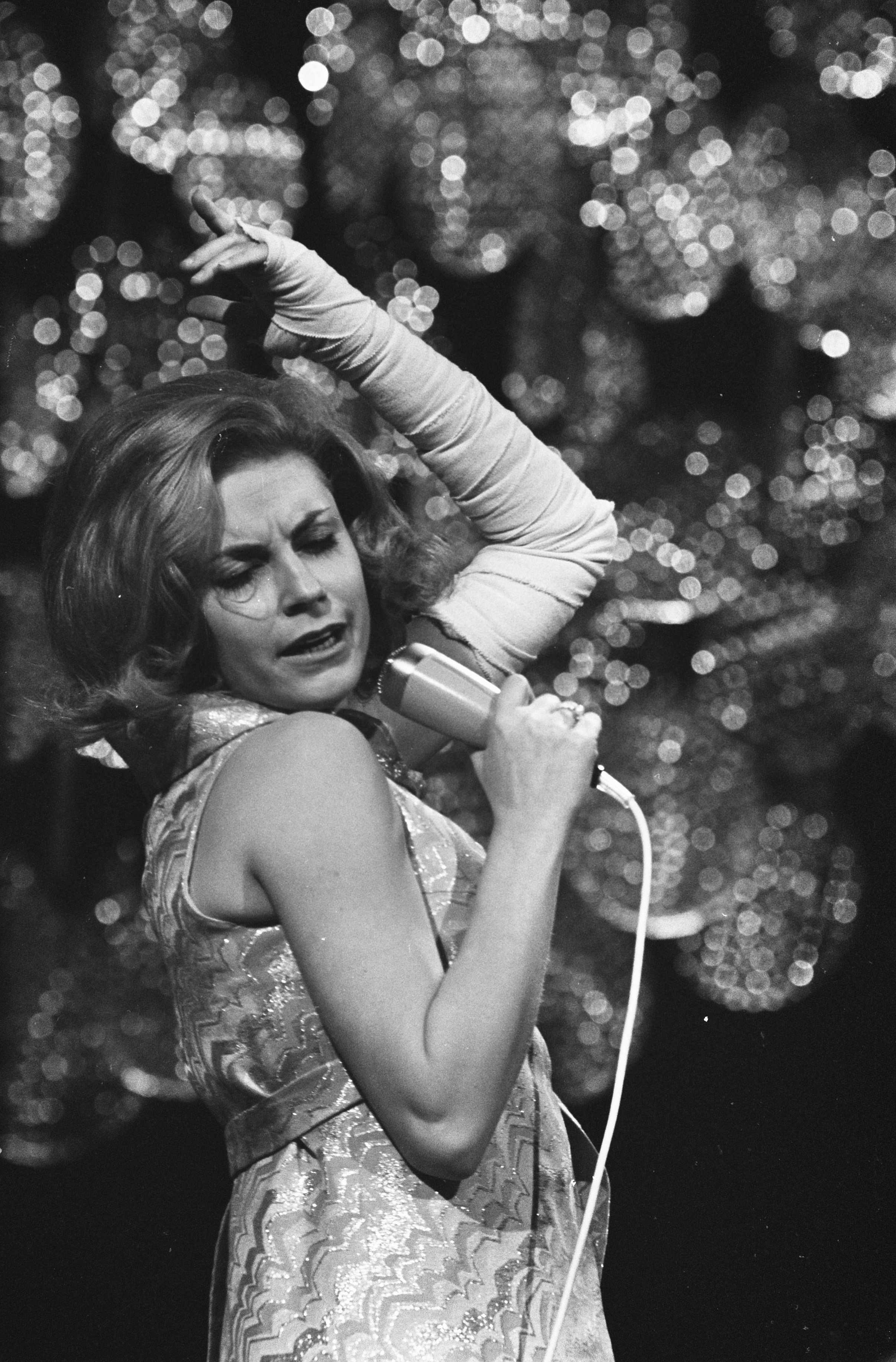
Conny Vink interprète De toeteraar en 10e et dernière position.

## À l'Eurovision
Chaque pays avait un jury de dix personnes. Chaque juré attribuait un point à sa chanson préférée.

### Points attribués par les Pays-Bas
| 2 points | France Monaco                                          |
| 1 point  | Belgique Finlande Irlande Luxembourg Suède Royaume-Uni |

### Points attribués aux Pays-Bas
| 10 points | 9 points | 8 points | 7 points     | 6 points                      |
| --------- | -------- | -------- | ------------ | ----------------------------- |
|           |          |          |              | - France                      |
| 5 points  | 4 points | 3 points | 2 points     | 1 point                       |
|           | - Suisse | - Italie | - Luxembourg | - Belgique - Monaco - Norvège |

Lenny Kuhr interprète De troubadour en 8e position, suivant le Royaume-Uni et précédant la Suède. Au terme du vote final, les Pays-Bas terminent 1ers ex æquo avec l'Espagne, la France et le Royaume-Uni sur 16 pays, recevant 18 points.
Les Pays-Bas ont ensuite obtenu le droit d'accueillir l'édition suivante de l'Eurovision après un tirage au sort avec les trois autres pays vainqueurs.